# Nokia 6103
Nokia 6103 — телефон от компании Nokia 2006 года. Основанный на платформе Nokia Series 40, а Nokia 6103 основывается на популярности 6101. Он оснащен TFT-дисплеем поддерживает до 65 536 цветов (128 x 160 пикселей). Телефон также имеет дополнительный внешний мини-дисплей, который поддерживает до 4096 цветов (96 х 65 пикселей). Более важные функции включают беспроводную технологию Bluetooth, FM-радио и камеру.